# Ghiacciaio Holmes
Il ghiacciaio Holmes (in inglese Holmes Glacier) è un ampio ghiacciaio situato sulla costa Banzare, nella parte orientale della Terra di Wilkes, in Antartide. Il ghiacciaio, il cui punto più alto si trova a circa 60 m s.l.m., fluisce verso nord-est fino a entrare nella parte occidentale della baia Porpoise, circa 18 km a sud di capo Spieden.

## Storia
Il ghiacciaio Holmes è stato mappato per la prima volta nel 1955 da G. D. Blodgett grazie a fotografie aeree scattate durante l'operazione Highjump, 1946-1947, ed è stato in seguito così battezzato dal Comitato consultivo dei nomi antartici in onore di Silas Holmes, assistente chirurgo a bordo del Porpoise, un bricco facente parte della Spedizione di Wilkes, 1838-42, ufficialmente conosciuta come "United States Exploring Expedition" e comandata da Charles Wilkes.